# Gran Premio di Monaco 1989
Il Gran Premio di Monaco 1989 fu la terza gara della stagione 1989, disputata il 7 maggio sul Circuito di Monte Carlo. La manifestazione venne vinta dal pilota dalla McLaren Ayrton Senna, seguito dal compagno di squadra Alain Prost e dall'italiano Stefano Modena su Brabham - Judd.

## Prima della gara
- La Ferrari iscrisse la sola auto di Nigel Mansell, non sostituendo l'infortunato Gerhard Berger dopo l'incidente di Imola.
- La Tyrrell portò in gara la propria nuova vettura, la 018.

## Qualifiche
Senna dominò le qualifiche, infliggendo pesanti distacchi a tutti gli avversari: il compagno-rivale Prost fu un secondo più lento del brasiliano, il terzo, Boutsen, addirittura due. Quarto si piazzò il sorprendente Brundle, alla guida di una Brabham particolarmente competitiva; seguivano Mansell, Warwick, Patrese e Modena, sulla seconda Brabham. Per la prima e unica volta nella storia delle Formula 1, due Coloni si qualificano per un Gran Premio.

### Pre Qualifiche
| Pos.                       | N° | Pilota                | Costruttore                             | Tempo    |
| -------------------------- | -- | --------------------- | --------------------------------------- | -------- |
| 1                          | 8  | Stefano Modena        | Brabham - Judd                          | 1:26.957 |
| 2                          | 21 | Alex Caffi            | Dallara Scuderia Italia - Ford Cosworth | 1:27.098 |
| 3                          | 32 | Pierre-Henri Raphanel | Coloni - Ford Cosworth                  | 1:27.590 |
| 4                          | 7  | Martin Brundle        | Brabham - Judd                          | 1:27.774 |
| Vetture non prequalificate |    |                       |                                         |          |
| NPQ                        | 18 | Piercarlo Ghinzani    | Osella - Ford Cosworth                  | 1:27.795 |
| NPQ                        | 36 | Stefan Johansson      | Onyx - Ford Cosworth                    | 1.27.821 |
| NPQ                        | 17 | Nicola Larini         | Osella - Ford Cosworth                  | 1:28.555 |
| NPQ                        | 34 | Bernd Schneider       | Zakspeed - Yamaha                       | 1:28.610 |
| NPQ                        | 37 | Bertrand Gachot       | Onyx - Ford Cosworth                    | 1:28.897 |
| NPQ                        | 33 | Gregor Foitek         | EuroBrun - Judd                         | 1:29.423 |
| NPQ                        | 39 | Volker Weidler        | Rial - Ford Cosworth                    | 1:29.498 |
| NPQ                        | 35 | Aguri Suzuki          | Zakspeed - Yamaha                       | 1:30.528 |
| NPQ                        | 41 | Joachim Winkelhock    | AGS - Ford Cosworth                     | 1:32.274 |

### Qualifiche
| Pos.                    | N° | Pilota                | Costruttore                             | Q1          | Q2       | Distacco |
| ----------------------- | -- | --------------------- | --------------------------------------- | ----------- | -------- | -------- |
| 1                       | 1  | Ayrton Senna          | McLaren - Honda                         | 1:24.126    | 1:22.308 |          |
| 2                       | 2  | Alain Prost           | McLaren - Honda                         | 1:24.671    | 1:23.456 | +1.148   |
| 3                       | 5  | Thierry Boutsen       | Williams - Renault                      | 1:25.540    | 1:24.332 | +2.024   |
| 4                       | 7  | Martin Brundle        | Brabham - Judd                          | 1:26.970    | 1:24.580 | +2.272   |
| 5                       | 27 | Nigel Mansell         | Ferrari                                 | 1:25.363    | 1:24.735 | +2.427   |
| 6                       | 9  | Derek Warwick         | Arrows - Ford Cosworth                  | 1:26.606    | 1:24.791 | +2.483   |
| 7                       | 6  | Riccardo Patrese      | Williams - Renault                      | 1:27.138    | 1:25.021 | +2.713   |
| 8                       | 8  | Stefano Modena        | Brabham - Judd                          | 1:27.598    | 1:25.086 | +2.778   |
| 9                       | 21 | Alex Caffi            | Dallara Scuderia Italia - Ford Cosworth | 1:27.894    | 1:25.481 | +3.173   |
| 10                      | 22 | Andrea De Cesaris     | Dallara Scuderia Italia - Ford Cosworth | 1:26.617    | 1:25.515 | +3.207   |
| 11                      | 23 | Pierluigi Martini     | Minardi - Ford Cosworth                 | 1:28.469    | 1:26.288 | +3.980   |
| 12                      | 4  | Michele Alboreto      | Tyrrell - Ford Cosworth                 | Senza tempo | 1:26.388 | +4.080   |
| 13                      | 40 | Gabriele Tarquini     | AGS - Ford Cosworth                     | 1:26.603    | 1:26.422 | +4.114   |
| 14                      | 15 | Maurício Gugelmin     | March - Judd                            | 1:28.917    | 1:26.522 | +4.214   |
| 15                      | 19 | Alessandro Nannini    | Benetton - Ford Cosworth                | 1:28.608    | 1:26.599 | +4.291   |
| 16                      | 26 | Olivier Grouillard    | Ligier - Ford Cosworth                  | 1:27.040    | 1:26.792 | +4.484   |
| 17                      | 30 | Philippe Alliot       | Lola Larrousse - Lamborghini            | 1:26.975    | 1:26.857 | +4.549   |
| 18                      | 32 | Pierre-Henri Raphanel | Coloni - Ford Cosworth                  | 1:30.264    | 1:27.011 | +4.703   |
| 19                      | 11 | Nelson Piquet         | Lotus - Judd                            | 1:29.047    | 1:27.046 | +4.738   |
| 20                      | 10 | Eddie Cheever         | Arrows - Ford Cosworth                  | 1:28.461    | 1:27.117 | +4.809   |
| 21                      | 25 | René Arnoux           | Ligier - Ford Cosworth                  | 1:30.003    | 1:27.182 | +4.874   |
| 22                      | 16 | Ivan Capelli          | March - Judd                            | 1:29.800    | 1:27.302 | +4.994   |
| 23                      | 3  | Jonathan Palmer       | Tyrrell - Ford Cosworth                 | 1:29.151    | 1:27.452 | +5.144   |
| 24                      | 20 | Johnny Herbert        | Benetton - Ford Cosworth                | 1:29.661    | 1:27.706 | +5.398   |
| 25                      | 31 | Roberto Moreno        | Coloni - Ford Cosworth                  | 1:30.209    | 1:27.721 | +5.413   |
| 26                      | 24 | Luis Pérez-Sala       | Minardi - Ford Cosworth                 | 1:28.886    | 1:27.786 | +5.478   |
| Vetture non qualificate |    |                       |                                         |             |          |          |
| NQ                      | 38 | Christian Danner      | Rial - Ford Cosworth                    | 1:28.737    | 1:27.910 | +5.602   |
| NQ                      | 29 | Yannick Dalmas        | Lola Larrousse - Lamborghini            | 1:29.794    | 1:27.946 | +5.638   |
| NQ                      | 12 | Satoru Nakajima       | Lotus - Judd                            | 1:28.568    | 1:28.419 | +6.111   |

## Gara
Al via Senna mantenne il comando della corsa davanti al compagno di squadra Prost, il francese rimase attaccato per molti giri al brasiliano senza però riuscire a sorpassarlo. Senna vinse comodamente davanti al rivale; Prost, schiumante di rancore a seguito del torto, a sua detta, subìto nella precedente gara ad Imola, rientrato prima di Senna ai box, rimase bloccato al tornantino (per circa 50 secondi) a causa dell'incidente occorso tra Andrea De Cesaris e Nelson Piquet. Il terzo posto, inizialmente occupato da Boutsen, andò a Modena, il quale risalì la classifica approfittando del ritiro di Mansell e dei contrattempi che colpirono De Cesaris (coinvolto in un contatto con il doppiato Piquet) ed il suo compagno di team Brundle, attardato da problemi tecnici. Il pilota britannico riuscì comunque a giungere sesto, preceduto sul traguardo anche da Caffi (che portò alla Scuderia Italia i primi punti della sua storia) e da Alboreto. Senna raggiunse così Prost in campionato. La Brabham ottenne il suo ultimo podio in F1 e per rivedere un pilota in testa al campionato senza vincere nelle prime gare della stagione bisognerà aspettare fino alla stagione 2007 quando il debuttante e futuro 7 volte campione del mondo Lewis Hamilton raggiungerà questo record al gran premio di spagna 2007.

### Classifica
| Pos. | N° | Pilota                | Costruttore                             | Giri | Tempo/Causa ritiro          | Pos partenza | Punti |
| ---- | -- | --------------------- | --------------------------------------- | ---- | --------------------------- | ------------ | ----- |
| 1    | 1  | Ayrton Senna          | McLaren - Honda                         | 77   | 1:53:33.251                 | 1            | 9     |
| 2    | 2  | Alain Prost           | McLaren - Honda                         | 77   | + 52.529                    | 2            | 6     |
| 3    | 8  | Stefano Modena        | Brabham - Judd                          | 76   | + 1 Giro                    | 8            | 4     |
| 4    | 21 | Alex Caffi            | Dallara Scuderia Italia - Ford Cosworth | 75   | + 2 Giri                    | 9            | 3     |
| 5    | 4  | Michele Alboreto      | Tyrrell - Ford Cosworth                 | 75   | + 2 Giri                    | 12           | 2     |
| 6    | 7  | Martin Brundle        | Brabham - Judd                          | 75   | + 2 Giri                    | 4            | 1     |
| 7    | 10 | Eddie Cheever         | Arrows - Ford Cosworth                  | 75   | + 2 Giri                    | 20           |       |
| 8    | 19 | Alessandro Nannini    | Benetton - Ford Cosworth                | 74   | + 3 Giri                    | 15           |       |
| 9    | 3  | Jonathan Palmer       | Tyrrell - Ford Cosworth                 | 74   | + 3 Giri                    | 23           |       |
| 10   | 5  | Thierry Boutsen       | Williams - Renault                      | 74   | + 3 Giri                    | 3            |       |
| 11   | 16 | Ivan Capelli          | March - Judd                            | 73   | + 4 Giri                    | 22           |       |
| 12   | 25 | René Arnoux           | Ligier - Ford Cosworth                  | 73   | + 4 Giri                    | 21           |       |
| 13   | 22 | Andrea De Cesaris     | Dallara Scuderia Italia - Ford Cosworth | 73   | + 4 Giri                    | 10           |       |
| 14   | 20 | Johnny Herbert        | Benetton - Ford Cosworth                | 73   | + 4 Giri                    | 24           |       |
| 15   | 6  | Riccardo Patrese      | Williams - Renault                      | 73   | + 4 Giri                    | 7            |       |
| Rit  | 24 | Luis Pérez-Sala       | Minardi - Ford Cosworth                 | 48   | Surriscaldamento            | 26           |       |
| Rit  | 40 | Gabriele Tarquini     | AGS - Ford Cosworth                     | 46   | Impianto elettrico          | 13           |       |
| Rit  | 31 | Roberto Moreno        | Coloni - Ford Cosworth                  | 44   | Cambio                      | 25           |       |
| Rit  | 30 | Philippe Alliot       | Lola Larrousse - Lamborghini            | 38   | Motore                      | 17           |       |
| Rit  | 15 | Maurício Gugelmin     | March - Judd                            | 36   | Motore                      | 14           |       |
| Rit  | 11 | Nelson Piquet         | Lotus - Judd                            | 32   | Collisione con A.De Cesaris | 19           |       |
| Rit  | 27 | Nigel Mansell         | Ferrari                                 | 30   | Cambio                      | 5            |       |
| Rit  | 32 | Pierre-Henri Raphanel | Coloni - Ford Cosworth                  | 19   | Cambio                      | 18           |       |
| Rit  | 26 | Olivier Grouillard    | Ligier - Ford Cosworth                  | 4    | Cambio                      | 16           |       |
| Rit  | 23 | Pierluigi Martini     | Minardi - Ford Cosworth                 | 3    | Frizione                    | 11           |       |
| Rit  | 9  | Derek Warwick         | Arrows - Ford Cosworth                  | 2    | Impianto elettrico          | 6            |       |
| NQ   | 38 | Christian Danner      | Rial - Ford Cosworth                    |      |                             |              |       |
| NQ   | 29 | Yannick Dalmas        | Lola Larrousse - Lamborghini            |      |                             |              |       |
| NQ   | 12 | Satoru Nakajima       | Lotus - Judd                            |      |                             |              |       |
| NPQ  | 18 | Piercarlo Ghinzani    | Osella - Ford Cosworth                  |      |                             |              |       |
| NPQ  | 36 | Stefan Johansson      | Onyx - Ford Cosworth                    |      |                             |              |       |
| NPQ  | 17 | Nicola Larini         | Osella - Ford Cosworth                  |      |                             |              |       |
| NPQ  | 34 | Bernd Schneider       | Zakspeed - Yamaha                       |      |                             |              |       |
| NPQ  | 37 | Bertrand Gachot       | Onyx - Ford Cosworth                    |      |                             |              |       |
| NPQ  | 33 | Gregor Foitek         | EuroBrun - Judd                         |      |                             |              |       |
| NPQ  | 39 | Volker Weidler        | Rial - Ford Cosworth                    |      |                             |              |       |
| NPQ  | 35 | Aguri Suzuki          | Zakspeed - Yamaha                       |      |                             |              |       |
| NPQ  | 41 | Joachim Winkelhock    | AGS - Ford Cosworth                     |      |                             |              |       |

## Classifiche

### Piloti
| Pos. | Pilota             | Punti |
| ---- | ------------------ | ----- |
| 1    | Ayrton Senna       | 18    |
| 2    | Alain Prost        | 18    |
| 3    | Nigel Mansell      | 9     |
| 4    | Alessandro Nannini | 5     |
| 5    | Maurício Gugelmin  | 4     |
| 6    | Stefano Modena     | 4     |
| 7    | Derek Warwick      | 4     |
| 8    | Thierry Boutsen    | 3     |
| 9    | Alex Caffi         | 3     |
| 10   | Johnny Herbert     | 3     |
| 11   | Michele Alboreto   | 2     |
| 12   | Jonathan Palmer    | 1     |
| 13   | Martin Brundle     | 1     |

### Costruttori
| Pos. | Team                                    | Punti |
| ---- | --------------------------------------- | ----- |
| 1    | McLaren - Honda                         | 36    |
| 2    | Ferrari                                 | 9     |
| 3    | Benetton - Ford Cosworth                | 8     |
| 4    | Brabham - Judd                          | 5     |
| 5    | March - Judd                            | 4     |
| 6    | Arrows - Ford Cosworth                  | 4     |
| 7    | Dallara Scuderia Italia - Ford Cosworth | 3     |
| 8    | Williams - Renault                      | 3     |
| 9    | Tyrrell - Ford Cosworth                 | 3     |